# Phillip Di Giuseppe
Phillip „Phil“ Di Giuseppe (* 9. Oktober 1993 in Maple, Ontario) ist ein kanadischer Eishockeyspieler, der seit Juli 2025 bei den Winnipeg Jets aus der National Hockey League (NHL) unter Vertrag steht und parallel für deren Farmteam, die Manitoba Moose aus der American Hockey League (AHL) auf der Position des linken Flügelstürmers spielt. Zuvor war Di Giuseppe bereits für die Carolina Hurricanes, Nashville Predators, New York Rangers und Vancouver Canucks in der NHL aktiv.

## Karriere

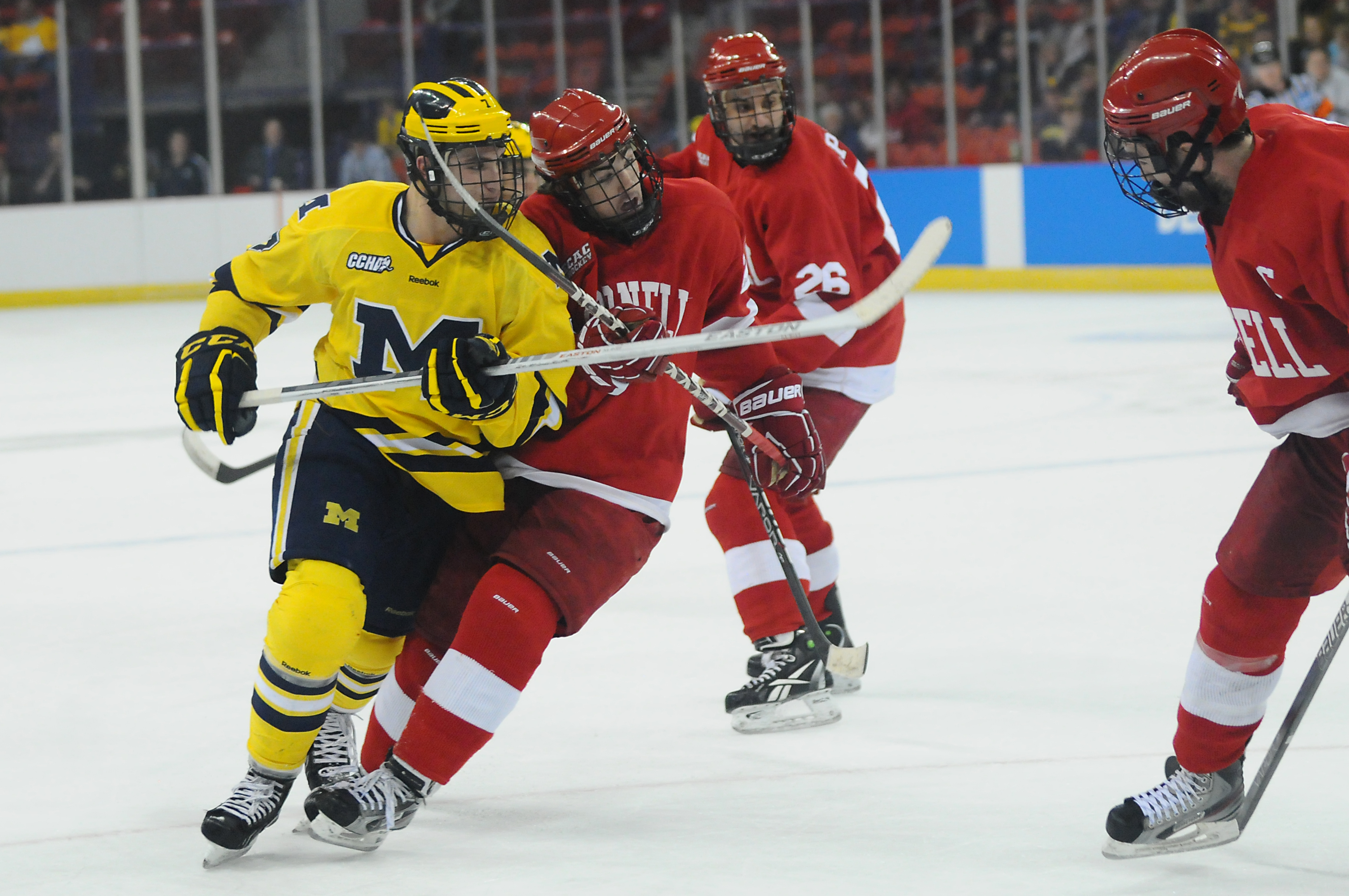
Di Giuseppe (links) im Trikot der University of Michigan

Di Giuseppe spielte während seiner Juniorenzeit zunächst zwischen 2009 und 2011 für die Villanova Knights in der Ontario Junior Hockey League (OJHL), wo er binnen der zwei Jahre in 121 Partien 130 Scorerpunkte verbuchte. In der Folge verzichtete der Flügelstürmer für die Niagara IceDogs in der Ontario Hockey League aufzulaufen, die ihn in der OHL Priority Selection gewählt hatten. Stattdessen schrieb sich der Kanadier an der University of Michigan ein. Parallel zu seinem Studium war er in den folgenden drei Jahren bis zum Frühjahr 2014 für das Eishockeyteam der Universität aktiv, für das er in den ersten beiden Jahren zunächst in der Central Collegiate Hockey Association (CCHA) auflief und nach der Umstrukturierung der Division durch die National Collegiate Athletic Association (NCAA) in der Big Ten Conference. Bereits nach seiner ersten Collegesaison war der damals 18-Jährige im NHL Entry Draft 2012 in der zweiten Runde an 38. Gesamtposition von den Carolina Hurricanes aus der National Hockey League (NHL) ausgewählt worden.
Im März 2014 unterzeichnete Di Giuseppe schließlich nach drei Jahren an der Universität, in denen er in 115 Einsätzen 78 Punkte erzielt hatte, seinen ersten Profivertrag im Franchise der Hurricanes. Sein NHL-Einstiegsvertrag mit einer Laufzeit über drei Spielzeiten war mit 2,775 Millionen US-Dollar dotiert. Durch die Unterschrift beendete der Stürmer seine Collegezeit vorzeitig und kam im restlichen Verlauf der Saison 2013/14 in drei Partien bei den Charlotte Checkers in der American Hockey League (AHL) zu seinem Profidebüt. Die Checkers fungierten als Farmteam Carolinas. Mit Beginn der Spielzeit 2014/15 stand Di Giuseppe dann fest im Kader der Charlotte Checkers und bestritt 76 Saisonspiele. Dabei kam er auf 30 Scorerpunkte. Auch den Beginn des Spieljahres 2015/16 erlebte er zunächst in der AHL, wurde aber Anfang Dezember 2015 erstmals in den NHL-Kader Carolinas berufen. Im Verlauf der Saison bestritt der Angreifer bis Ende März 2016 41 NHL-Partien, ehe er wieder für Charlotte auflief. In den Saisons 2016/17 und 2017/18 pendelte er wie im Vorjahr zwischen NHL und AHL.
Als er im Januar 2019 ein weiteres Mal in die AHL geschickt werden sollte, übernahmen die Nashville Predators seinen Vertrag vom Waiver, sodass er Carolina nach etwa viereinhalb Jahren verließ. In der Organisation der Nashville Predators beendete der Kanadier die Spielzeit, kam dabei aber hauptsächlich für den Kooperationspartner Milwaukee Admirals zu Einsätzen. Im Juli 2019 wechselte er als Free Agent zu den New York Rangers, ebenso wie im Juli 2021 zu den Vancouver Canucks. Dort pendelte er in den folgenden vier Jahren zumeist zwischen NHL und AHL, wo er mit den Abbotsford Canucks im Frühjahr 2025 den Calder Cup gewann. Im Juli desselben Jahres wechselte der Stürmer in die Organisation der Winnipeg Jets.

## Erfolge und Auszeichnungen
- 2025 Calder-Cup-Gewinn mit den Abbotsford Canucks

## Karrierestatistik
Stand: Ende der Saison 2024/25
(Legende zur Spielerstatistik: Sp oder GP = absolvierte Spiele; T oder G = erzielte Tore; V oder A = erzielte Assists; Pkt oder Pts = erzielte Scorerpunkte; SM oder PIM = erhaltene Strafminuten; +/− = Plus/Minus-Bilanz; PP = erzielte Überzahltore; SH = erzielte Unterzahltore; GW = erzielte Siegtore; 1 Play-downs/Relegation; Kursiv: Statistik nicht vollständig)